# Хьединсфьярдаргёйнг
Хьединсфьярдаргёйнг (исл. Hédinsfjardargöng; слушатьо файле) — автомобильный тоннель, проложенный под горным плато Лаугхэйди в регионе Нордюрланд-Эйстра на северо-востоке Исландии. Является частью дороги Сиглюфьярдарвегюр 76. Тоннель бесплатный.

## Характеристика
Расположенный в 60 километрах к западу от Акюрейри, между городами Сиглюфьордюр и Оулафсфьордюр, тоннель Хьединсфьярдаргёйнг был открыт для движения 2 октября 2010 года. Тоннель вырыт в скальной породе под северными отрогами горного плато Лаугхэйди. Через тоннель проходит участок дороги Сиглюфьярдарвегюр 76, связывающая много отдалённых населённых пунктов на севере Исландии. Хьединсфьярдаргёйнг уменьшил расстояние между Сиглюфьордюр и Оулафсфьордюр, а также расстояние между этими населенными пунктами и Акюрейри — столицей северной Исландии. Путь между Сиглюфьордюр и Оулафсфьордюр через Хьединсфьярдаргёйнг составляет всего 17 км, а до его открытия было необходимо преодолеть почти 80 км сложной дороги Сиглюфьярдарвегюр 76 по горному плато Лаугхейди или, если дорога Сиглюфьярдарвегюр 76 была непроходима в зимний период, то около 230 км по кольцевой дороге Хрингвегюр 1.
Тоннель Хьединсфьярдаргёйнг состоит из двух отдельных тоннелей Хьединсфьярдаргёйнг-Нирдри и Хьединсфьярдаргёйнг-Сидри, разделенных короткой 600 метровой дорогой через необитаемый Хьединс-фьорд. Общая длина Хьединсфьярдаргёйнг 11000 метров, из которых 3900 метров это северный тоннель Хьединсфьярдаргёйнг-Нирдри и 7100 м южный Хьединсфьярдаргёйнг-Сидри. Оба тоннеля являются базисными, их порталы расположены на высоте 6-60 м (южный тоннель) и 12-73 м (северный тоннель) над уровнем моря.
Южный тоннель имеет продольный уклон до 1 %, северный — 1,6 %. Тоннели состоят из одной галереи, движение осуществляется по двум полосам шириной 3,5 м в каждую сторону. Есть ниши для аварийной остановки или поворота. Порталы имеют профиль в виде симметричного знака ᑎ. Работа тоннелей не зависит от погодных условий и он всегда открыт для проезда.